# Shadow Madness
Shadow Madness es un videojuego de rol programado por Craveyard Studios y publicado por Crave Entertainment para la consola PlayStation.

## Sistema de juego
En Shadow Madness, el equipo está formado por tres miembros, cada uno con sus propias fortalezas y debilidades. En batalla, el jugador tiene la opción de utilizar ataques físicos, magia, objetos y escapar del combate. Fuera de los combates, el jugador puede moverse por el mundo y por las diferentes ciudades, hablar con personajes no-jugables, acceder al inventario y comprar objetos, así como nuevo armamento.
Las batallas en Shadow Madness son aleatorias, pero posee una característica que permite al jugador evitar algunas batallas. Al explorar la zona, se escuchará el gruñido de un monstruo y el mando vibrará, lo que significa que el inicio de una batalla es inminente. Si el jugador en ese momento pulsa los botones "L2" y "R2" del mando a la vez, el personaje se tumbará en el suelo y, de este modo, se evitará el enfrentamiento. Aunque el sistema de batalla es por turnos, Shadow Madness utiliza algunas características propias de batalla en tiempo real. En concreto, mientras el jugador selecciona las órdenes pertinentes en el menú, los enemigos no esperarán su turno y continuarán atacando. El nivel máximo de experiencia que los personajes pueden alcanzar es 15. Los personajes también pueden invocar poderosas criaturas durante la batalla.
Shadow Madness cuenta con modelos poligonales 3D sobre fondos pre-renderizados en 2D, aunque las secuencias de batallas son completamente en 3D. El juego incluye escenas CG para mostrar el avance de la historia.

## Sinopsis

### Historia
La historia se centra en salvar al mundo de una misteriosa plaga que se está extendiendo rápidamente. El jugador toma el papel de un joven aventurero de mar llamado Stinger, cuyo pueblo termina siendo destruido por esa misma plaga el día en que él estaba regresando a casa para avisar a su madre que se iba a enfrasar en una fragata. A partir de aquí, el jugador iniciará una aventura en la que conocerá nuevos aliados y buscarán la manera de detener el desastre que asola el mundo.

### Personaje
- Stinger (protagonisa): Experto espadachín. Cuando la plaga destruye todo su pueblo, incluida su familia, decide partir para poner fin a más desastres.
- Windleaf: Una joven experta en magia. Se une a Stinger después de que su pueblo selvático fuera arrasado por el mismo motivo.
- Harv-5:  Un robot agrícola. Fue creado originalmente para cultivar cosechas, pero cuando los demonios destruyen sus campos y la casa de su amo, se dispone a descubrir qué está pasando. En su camino, se encuentra con Stinger y Windleaf. Su frase personal, y que repite con frecuencia, es "Habrá muertes".
- Xero Von Moon: Mago guerrero que ha sido revivido de su profundo letargo. No tiene cuerpo. Él es solo una cabeza flotante.
- Clemett: Es un gadgeteriano natal, pero no estaba de acuerdo con la forma de vida de su raza, de modo que se fue a vivir con los humanos y, cuando comenzó el caos, se comprometió a proteger a sus nuevos amigos.
- Jirina: Es una orgullosa guerrera Org-Ta y procede de un mundo subterráneo conocido como Wyldern. Su gente ha sido esclavizada por el Darg, quien convirtió su pacífica tierra natal en un infierno. Se une al equipo para llevar a cabo su venganza.

## Producción
El equipo de desarrollo de Shadow Madness incluyó algunas figuras notables. Ted Woolsey, que colaboró en la creación de la historia, anteriormente trabajó en Square Enix en Washington como traductor. Entre sus trabajos, destacan Secret of Mana, Final Fantasy VI y Chrono Trigger. Paul Reed, quien también escribió la historia de juego, trabajó previamente en el juego de rol Secret of Evermore de Super Nintendo antes de empezar Shadow Madness. Su juego más famoso desde Shadow Madness es el internacionalmente aclamado Metroid Prime para Nintendo GameCube. 
Antes de su lanzamiento, ASCII Entertainment iba a encargarse de publicar el juego, pero finalmente no fue así, posiblemente debido a la falta de fondos de la empresa. Shadow Madness fue posteriormente rescatado por Crave Entertainment, quienes finalmente se encargaron de su publicación y distribución.

### Música
La mayoría de las músicas del juego son deliberadamente oscuras, tétricas y melancólicas. A diferencia de la mayoría de otros juegos de rol por turnos, Shadow Madness tiene varios temas de batalla, la mayoría de los cuales son de estilo orquestal.